# 5717 Damir
Az 5717 Damir (ideiglenes jelöléssel 1982 UM6) a Naprendszer kisbolygóövében található aszteroida. Ljudmila Georgijevna Karacskina fedezte fel 1982. október 20-án.